# گمینا بژژنه (استان ووتسکی)
گمینا بژژنه (استان ووتسکی) (به لهستانی:  Gmina Brzeziny) یک گمینا در لهستان است که در شهرستان بژژینه واقع شده‌است. گمینا بژژنه ۱۰۶٫۳۷ کیلومتر مربع مساحت و ۵٬۲۷۶ نفر جمعیت دارد.